# Lijst van Eurocommissarissen voor Vervoer
De functie van Europees commissaris voor Vervoer is een van de oudste nog bestaande functies binnen de Europese Commissie. De commissaris was al vertegenwoordigd bij de lancering van de Commissie in 1958. In sommige gevallen wordt de functie, vanwege Engelse translatie, ook aangeduid als commissaris voor Transport.
| #  | Eurocommissaris voor Vervoer   | Eurocommissaris voor Vervoer | Eurocommissaris voor Vervoer          | Termijn                              | Nationale partij | Europese Partij | Commissie     | Land                | Overige Portfolio(s)                                  |
| -- | ------------------------------ | ---------------------------- | ------------------------------------- | ------------------------------------ | ---------------- | --------------- | ------------- | ------------------- | ----------------------------------------------------- |
| 1  |                                |                              | Michel Rasquin (1899–1958)            | 10 januari 1958 – 27 april 1958      | LSAP             | PES             | Hallstein I   | Luxemburg           |                                                       |
| 2  |                                |                              | Lambert Schaus (1908–1978)            | 18 juni 1958 – 9 januari 1962        | CSV              | EVP             | Hallstein I   | Luxemburg           |                                                       |
| 2  | 10 januari 1962 – 1 juli 1967  | Hallstein II                 | Lambert Schaus (1908–1978)            |                                      | CSV              | EVP             |               | Luxemburg           |                                                       |
| 3  |                                | Victor Bodson                | Victor Bodson (1902–1984)             | 2 juli 1967 – 30 juni 1970           | LSAP             | PES             | Rey           | Luxemburg           |                                                       |
| 4  |                                | Albert Coppé                 | Albert Coppé (1911–1999)              | 1 juli 1970 – 21 maart 1972          | CD&V             | EVP             | Malfatti      | België              |                                                       |
| 4  | 21 maart 1972 – 5 januari 1973 | Albert Coppé                 | Albert Coppé (1911–1999)              | Mansholt                             | CD&V             | EVP             |               | België              |                                                       |
| 5  |                                | Carlo Scarascia-Mugnozza     | Carlo Scarascia- Mugnozza (1920–2004) | 6 januari 1973 – 5 januari 1977      | DC               | EVP             | Ortoli        | Italië              |                                                       |
| 6  |                                |                              | Richard Burke (1932–2016)             | 6 januari 1977 – 5 januari 1981      | FG               | EVP             | Jenkins       | Ierland             |                                                       |
| 7  |                                |                              | Giorgios Contogeorgis (1912–2009)     | 6 januari 1981 – 5 januari 1985      | ND               | EVP             | Thorn         | Griekenland         | Visserij Toerisme                                     |
| 8  |                                |                              | Stanley Clinton Davis (1928)          | 6 januari 1985 – 5 januari 1989      | Lab              | PES             | Delors I      | Verenigd Koninkrijk | Consumentenbescherming Milieuzaken                    |
| 9  |                                | Karel Van Miert              | Karel Van Miert (1942–2009)           | 6 januari 1989 – 5 januari 1993      | SP               | PES             | Delors II     | België              | Consumentenbescherming Investeringen Kredietverlening |
| 10 |                                | Abel Matutes                 | Abel Matutes (1941)                   | 6 januari 1993 – 1 april 1994        | PP               | EVP             | Delors III    | Spanje              | Energie                                               |
| 11 |                                | Marcelino Oreja              | Marcelino Oreja (1935)                | 1 april 1994 – 24 januari 1995       | PP               | EVP             | Delors III    | Spanje              | Energie                                               |
| 12 |                                | Neil Kinnock                 | Neil Kinnock (1942)                   | 25 januari 1995 – 15 september 1999  | Lab              | PES             | Santer        | Verenigd Koninkrijk |                                                       |
| 13 |                                | Loyola de Palacio            | Loyola de Palacio (1950–2006)         | 16 september 1999 – 22 november 2004 | PP               | EVP             | Prodi         | Spanje              | Energie Interinstitutionele Betrekkingen              |
| 14 |                                | Jacques Barrot               | Jacques Barrot (1937–2014)            | 22 november 2004 – 8 mei 2008        | UMP              | EVP             | Barroso I     | Frankrijk           | Vicevoorzitter                                        |
| 15 |                                | Antonio Tajani               | Antonio Tajani (1953)                 | 8 mei 2008 – 9 februari 2010         | FZ               | EVP             | Barroso I     | Italië              |                                                       |
| 16 |                                | Siim Kallas                  | Siim Kallas (1948)                    | 9 februari 2010 – 1 november 2014    | ER               | ALDE            | Barroso II    | Estland             | Vicevoorzitter                                        |
| 17 |                                | Violeta Bulc                 | Violeta Bulc (1964)                   | 1 november 2014 – 1 december 2019    | SMC              | ALDE            | Juncker       | Slovenië            |                                                       |
| 18 |                                | Adina-Ioana Vălean           | Adina-Ioana Vălean (1968)             | 1 december 2019 – 1 december 2024    | PNL              | EVP             | Von der Leyen | Roemenië            |                                                       |
| 19 |                                |                              | Apostolos Tzitzikostas                | 1 december 2024-heden                |                  |                 | Von der Leyen | Griekenland         | Toerisme                                              |